# ÖNORM B 1801-1
Die ÖNORM B 1801-1 Kosten im Hoch- und Tiefbau – Kostengliederung regelt die Kostengliederung von Kosten im Hoch- und Tiefbau. Der aktuelle Norm-Entwurf B1801-1:2015-12-01 trägt den Titel Bauprojekt- und Objektmanagement – Teil 1: Objekterrichtung.
Im Wesentlichen werden fünf Stufen der Kostenermittlung und die Kostengliederung festgelegt. Die neue Fassung beschäftigt sich umfassender mit „Planung und Gliederung von Qualität, Kosten, Terminen sowie Gliederung der Dokumentation bei Baumaßnahmen während der Phasen Konzeption, Planung und Errichtung.“

## Stufen der Kostenermittlung
- Kostenrahmen,
- Kostenschätzung,
- Kostenberechnung,
- Kostenanschlag,
- Kostenfeststellung.

## Kostengliederung
Zusammenhängende Kosten werden in Kostenbereiche gegliedert.
Folgende Bereiche sind vorgesehen:
- 0: Grund
- 1: Aufschließung
- 2: Bauwerk – Rohbau
- 3: Bauwerk – Technik
- 4: Bauwerk – Ausbau
- 5: Einrichtung
- 6: Außenanlagen
- 7: Honorare
- 8: Nebenkosten
- 9: Reserven

Kostenbereiche werden zu Gruppierungen zusammengefasst:
- Die Kostenbereiche 2+3+4 = Bauwerkskosten
- Die Kostenbereiche 1+2+3+4+5+6 = Baukosten
- Die Kostenbereiche 1+2+3+4+5+6+7+8+9 = Errichtungskosten
- Die Kostenbereiche 0+1+2+3+4+5+6+7+8+9 = Gesamtkosten

Bei der weiteren Unterteilung der Kosten unterscheidet man nach
- Planungorientierter Kostengliederung
- Ausführungsorientierter Kostengliederung

Während die Planungsorientierte Gliederung nach Grobelementen, Elementen und Elementtypen unterteilt,
unterscheidet die Ausführungsorientierte Gliederung nach Leistungsbereichen und Leistungsgruppen.